# Heilig Hartkerk (The Bottom)
De Heilig-Hartkerk (Engels: Sacred Heart Church of Church of the Sacred Heart of Jesus) is een kerk in The Bottom, de hoofdplaats van het Caribisch-Nederlandse eiland Saba. Ze is toegewijd aan het Heilig Hart van Jezus.

## Geschiedenis
De geschiedenis van de parochie begon in 1877, wanneer de eerste Heilig Hartkerk gebouwd werd. Het huidige kerkgebouw is het derde en dateert van 1934. Het werd ingewijd door priester Norbertus M.J.P. de Groen (1879-1944) in 1935.

## Galerij

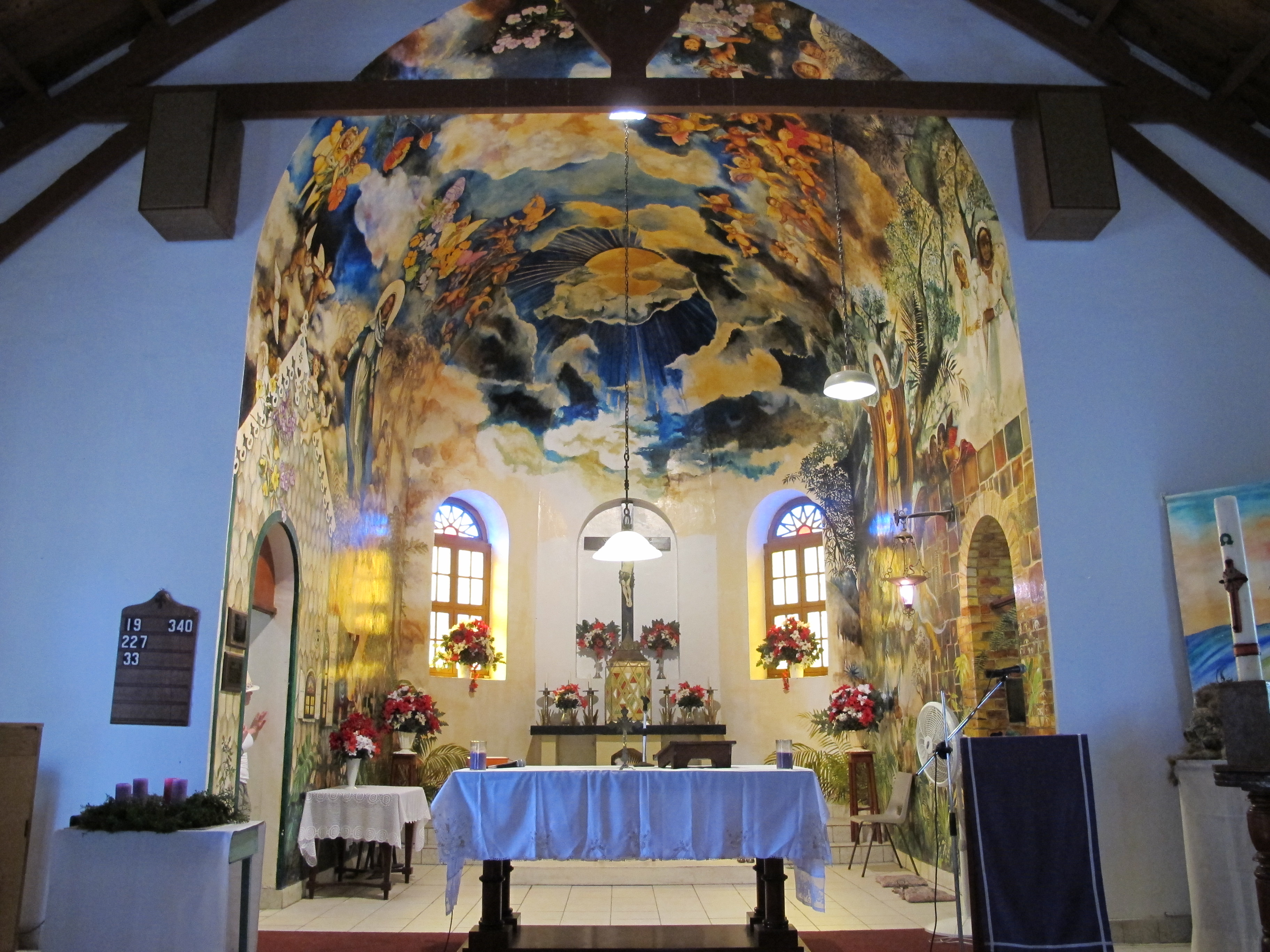
Apsis van de kerk.
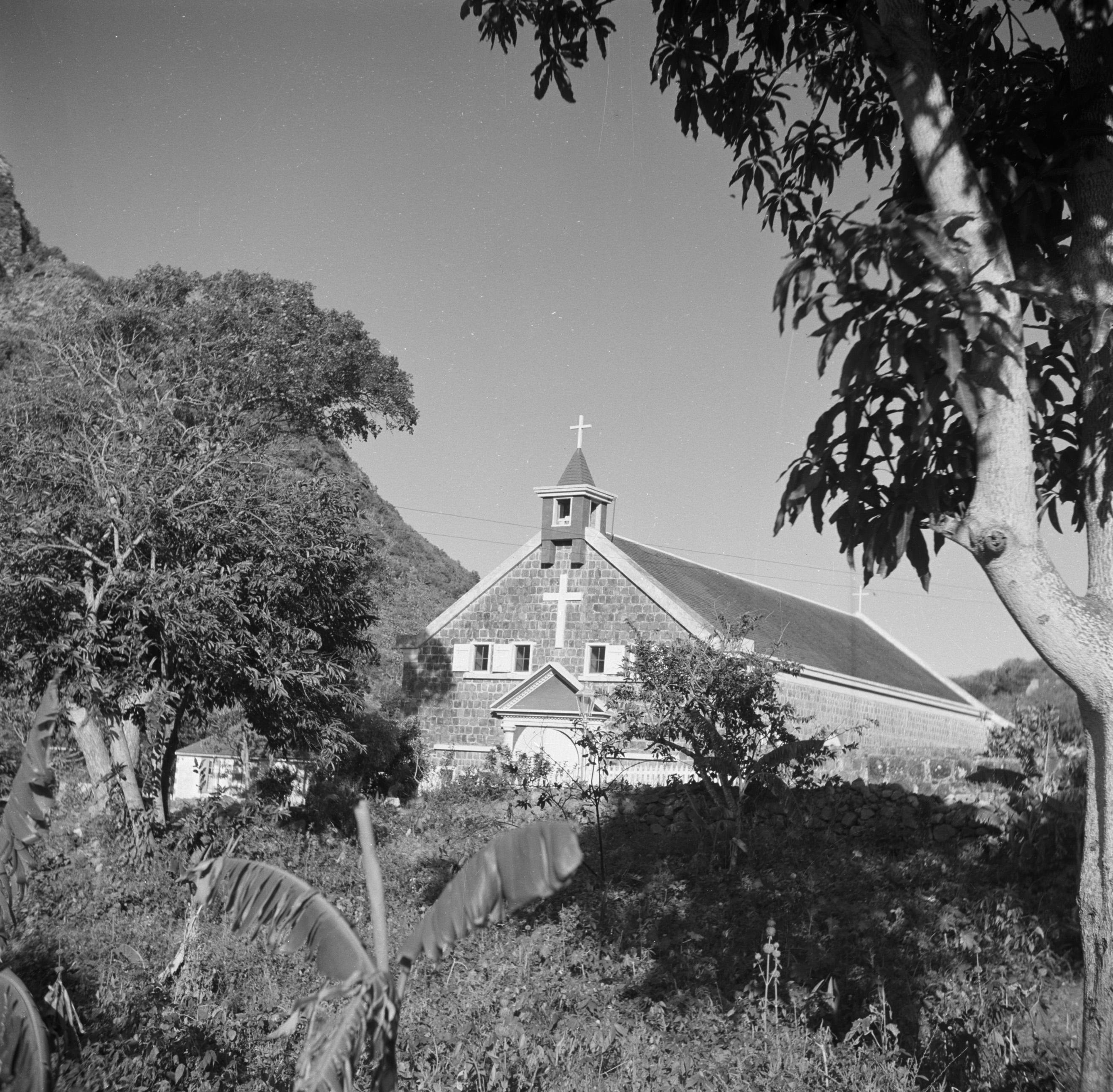
Heilig-Hartkerk (1947)